# محمد علي الطاهر الأنصاري
محمد علي الطاهر الأنصاري (وُلد عام 1898 في بوادي قندام بأزواد) زعيم طوارقي تولى إمارة كلنتصر عام 1925 في حياة والده الطاهر بن المهدي، الذي قرر التفرغ للعبادة في آخر سبع سنوات من حياته. عمل على إنشاء تحالف قبلي ضم عددًا كبيرًا من القبائل الطوارقية والصحراوية في أزواد وموريتانيا وتندوف والصحراء الغربية. 

## بدايته
كان عضوًا مؤسسًا في مكتب تحرير المغرب الكبير بالقاهرة عام 1939م. عارض الاستعمار الفرنسي ورفض مشاركة الطوارق في الحربين العالميتين الأولى والثانية. حاربته فرنسا بقوة، مما دفعه للرحيل إلى ليبيا، حيث كانت تربطه علاقات قوية مع الأسرة السنوسية الحاكمة في إقليم برقة (الملك السنوسي).
في عام 1948، سافر إلى المغرب وقدم البيعة للملك محمد الخامس، ثم انتقل إلى السعودية عام 1949، حيث التقى بولي العهد الأمير سعود وطلب دعمه. إلا أن أمراء السعودية عرضوا عليه العيش في ضواحي مكة بطريق الطائف، كما كانت له علاقات بالملك عبد العزيز آل سعود.
انتقل لاحقًا إلى بغداد، حيث التقى بالملك غازي وبرئيس حكومته نوري السعيد، الذي روج لقضيته في المحافل العربية. في تلك الفترة، أبرم النظام الناصري صفقات مع رؤساء دول إفريقية وقادة الثورة الجزائرية لتقسيم بلاد الطوارق.
عاد الأمير محمد علي إلى الرباط عام 1960، وبعد ثلاث سنوات، اندلعت ثورة كيدال شمال مالي، التي كان من أبرز مهندسيها. تم تسليمه مع بقية قادة أزواد الموجودين في الجزائر مقابل إنجاح وساطة رئيس مالي موديبو كيتا لوقف إطلاق النار في حرب الرمال بين الجزائر والمغرب. ظل في السجن من عام 1963 حتى 1976.
بعد إطلاق سراحه، عاد إلى الرباط، حيث بقي حتى وفاته عام 1994 في تمارة جنوب العاصمة المغربية، حيث يقع ضريحه المعروف. 
خلال الحرب العالمية الثانية، أرسل الألمان في عهد أدولف هتلر رسولًا إليه، لكنه لم يجد مصلحة في نصرة كافر على آخر، ولم يكن يثق بأن الألمان سيكونون أفضل من الفرنسيين

## عائلته
تزوج الأمير محمد علي عام 1922 من ابنة عمه مريم، وأنجب منها ابنة واحدة، فاطمة، الملقبة بـ"أتنة". وفي عام 1929، تزوج من فاتي، وأنجب منها مفتاح الخير (الذي توفي بعد أسبوع من وفاة الأمير)، ومحمد الملقب مفتاح الرحمة (والد الصحفي محمد حمادة، الذي توفي عام 1984). في عام 1955، تزوج من المصرية زينب، وأنجب منها: 
- بلقيس (مواليد 1958)
- محمد الطاهر (مواليد 1968)
- محمد الإمام (مواليد 1970)
- جودر الملقب تيسير (مواليد 1972)

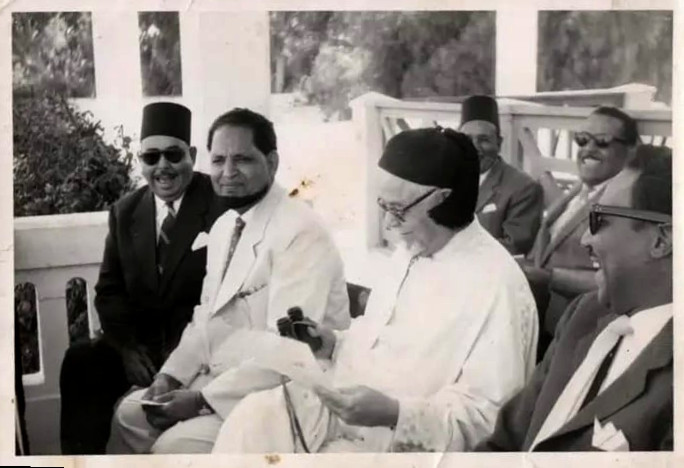
من اليمين الاستاذ سيف النصر عبد الجليل (وزیر الدفاع) ، والشيخ خالد القرقني مستشار الملك سعود السابق حتى عام، والأمير محمد على الطاهر الأنصاري والاستاذ سالم القاضي وزير المالية، والاستاذ عبد الخالق الطبيب محافظ طرابلس، عام 1962م بالعاصمة طرابلس

أما إخوته الذكور فهم: محمد، الأمير محمد علي، محمد المختار (الملقب حماما)، محمد أحْماد، ومحمد المهدي (أصغر أبناء الطاهر). أما أخواته فهن: فاطمة (الملقبة فاضي)، عائشة، زينب، وليلى (الملقبة تيليليت).

## علاقاته
كانت له علاقات وطيدة مع آل سعود في السعودية، والعائلة السنوسية في ليبيا، وجمال عبد الناصر، والسادات، والأسرة الهاشمية في مكة قبل انتقالها إلى العراق والأردن، ومع الدولة العثمانية في أواخر عهدها، والخديويين في مصر حتى آخر ملوكهم، الملك فاروق. كما كانت له علاقات بالأسرة العلوية في المغرب، حيث تزوج جده من ابنة السلطان المولى إسماعيل العلوي. 
كان صديقًا لقادة تندوف، مثل الصنهوري، وزعماء الرقيبات، ودحمان ولد بيروك، والمحجوبي أحرضان، وإبراهيم الدويهي، والشيخ لاراباس وغيرهم. التقى بعلال الفاسي قبل وبعد تسليمه لمالي، لكنه فضّل النأي بنفسه عن الصراعات التي صبغت المشهد المغربي بعد الاستقلال. 
كما كانت له صداقات مع المختار ولد داداه (أول رئيس للجمهورية الإسلامية الموريتانية بعد الاستقلال)، وأحمدو ولد حرمة ولد بابانا، وسيدي ولد حننا أمير الحوض الشرقي، والجالية الموريتانية في السعودية، ومنهم الشيخ آلشيه لبه، ومعروف الشيباني، والشيخ محمد الأمين الشنقيطي. 
التقى الأمير محمد علي بالرئيس الفرنسي الجنرال شارل ديغول، وأبلغه أن الصحراء الكبرى جزء من المغرب الكبير، وأنه يسعى إلى بناء دولة اتحادية للمغرب الكبير على غرار الاتحاد السوفيتي. كما أعلن أمام ديغول مبايعته للملك محمد الخامس ملكًا للدولة الاتحادية، التي كان ينوي أن يكون فيها أميرًا لأزواد. 

## وفاته وتكريمه
توفي الأمير محمد علي الأنصاري في صيف عام 1994، وقد كرمه الملك الحسن الثاني قيد حياته برتبة عامل محافظ بوزارة الداخلية. كما لا يزال بعض أبنائه يقيمون في الرباط، وأبرزهم الأميرة بلقيس محمد علي الأنصاري وآخرون.